# 1985 dans les parcs de loisirs
| Années des parcs de loisirs : 1982 - 1983 - 1984 - 1985 - 1986 - 1987 - 1988    |
| Décennies des parcs de loisirs : 1950 - 1960 - 1970 - 1980 - 1990 - 2000 - 2010 |

## Parcs d'attractions

### Ouverture
- Historium ( Belgique) ouvert au public en mars
- Lillom ( France) ouvert au public le 10 juin.
- Britannia Park ( Royaume-Uni) ouvert au public le 27 juin.
- Six Flags Power Plant ( États-Unis)  ouvert au public le 1er juillet.
- Bayern Park ( Allemagne) ouvert au public le 2 août.
- Hili Fun City ( Émirats arabes unis)
- La Coccinelle ( France)
- Wonderland Sydney (en) ( Australie) ouvert au public le 7 décembre.

### Fermeture
- Paragon Park (en) ( États-Unis)
- Six Flags AutoWorld ( États-Unis)

### Changement de nom
- Safaripark devient Schwaben Park ( Allemagne)

## Parcs aquatiques

### Ouverture
- Aqualud ( France)
- Wet'n'Wild Las Vegas  États-Unis)

## Attractions
Ces listes sont non exhaustives.

### Montagnes russes

#### Délocalisations
| Nom              | Type/Modèle          | Constructeur                  | Parc                   | Pays        | Anciennement                           |
| ---------------- | -------------------- | ----------------------------- | ---------------------- | ----------- | -------------------------------------- |
| 4 Man Bob        | Métal / Four Man Bob | Zierer                        | Alton Towers           | Royaume-Uni | 4 Man Bob à Trentham Gardens           |
| Grand Huit (le)  | Métal / Zyklon Z47   | Pinfari                       | Avenir Land            | France      | Grand 8 à Walibi Wavre                 |
| Looping Star     | Assise               | Anton Schwarzkopf             | Pleasureland Southport | Royaume-Uni | Looping Star à Freizeitpark Kirchhorst |
| Phoenix          | Bois                 | Philadelphia Toboggan Company | Knoebels               | États-Unis  | Rocket à Playland Park (en)            |
| Standing Coaster | Assises              | Togo                          | Rusutsu Resort         | Japon       | Standing Coaster à Expo Otaru '84      |

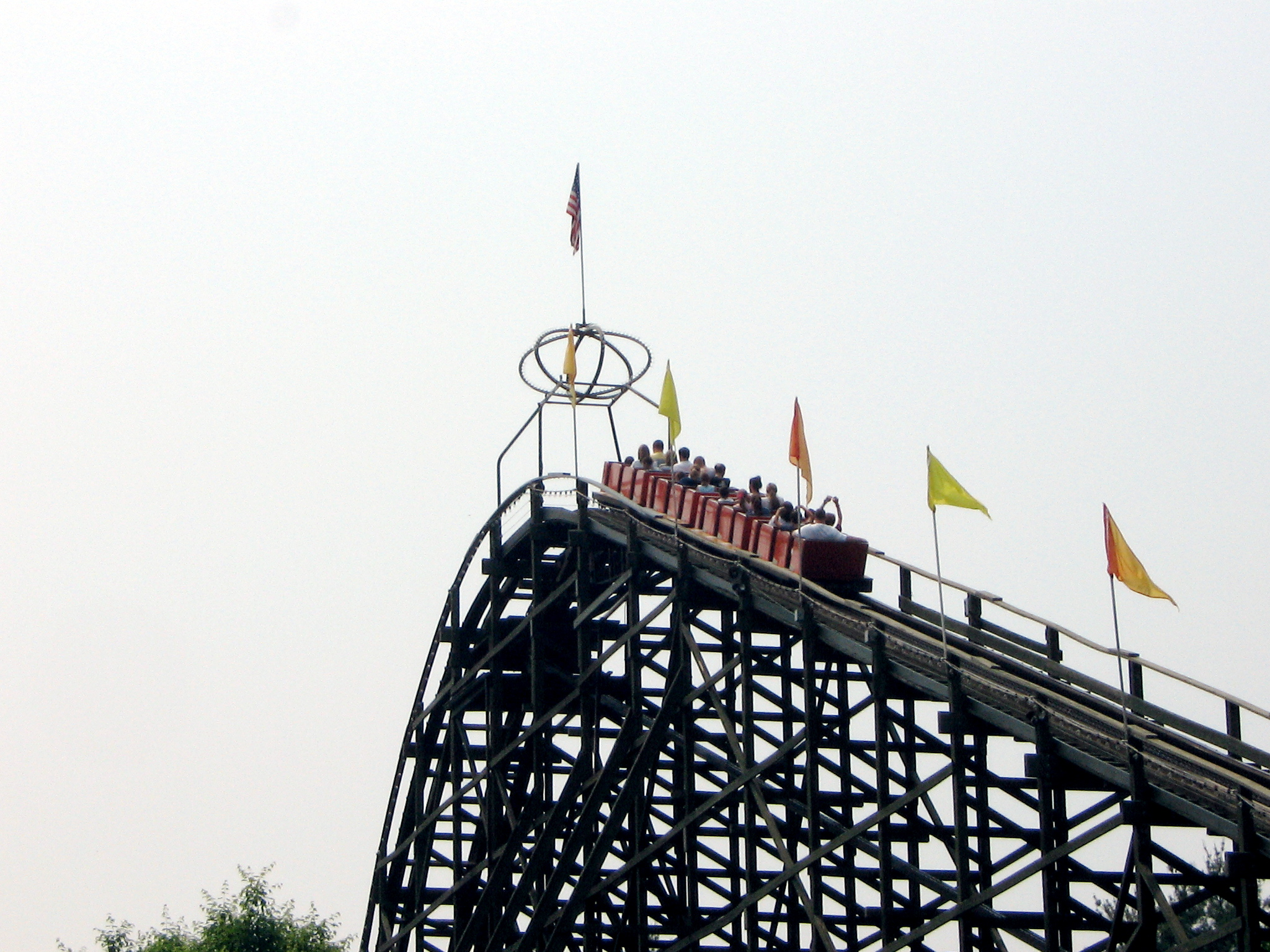
Phoenix à Knoebels

#### Nouveautés
| Nom                                              | Type/Modèle                  | Constructeur                  | Parc                        | Pays        |
| ------------------------------------------------ | ---------------------------- | ----------------------------- | --------------------------- | ----------- |
| Autosled                                         | Junior/Tivoli                | Zierer                        | Fantasyland                 | Canada      |
| Avalanche Run Devenu Disaster Transport en 1990. | Bobsleigh en intérieur       | Intamin                       | Cedar Point                 | États-Unis  |
| Beastie                                          | Bois                         | Philadelphia Toboggan Company | Australia's Wonderland (en) | Australie   |
| Bobbaan                                          | Bobsleigh                    | Intamin                       | Efteling                    | Pays-Bas    |
| Boomerang                                        | Navette/Boomerang            | Vekoma                        | Star Lake Amusement Park    | Chine       |
| Boomerang                                        | Navette/Boomerang            | Vekoma                        | Tivoliland                  | Danemark    |
| Bush Beast                                       | Bois                         | Philadelphia Toboggan Company | Australia's Wonderland (en) | Australie   |
| Cobra                                            | Navette/Boomerang            | Vekoma                        | West Midland Safari Park    | Royaume-Uni |
| Grand Huit                                       | Assises / Galaxi             | S.D.C.                        | Lillom                      | France      |
| Grottenblitz                                     | E-Powered                    | Mack Rides                    | Heide Park                  | Allemagne   |
| Kikker-8-Baan                                    | Junior                       | Zierer                        | Duinrell                    | Pays-Bas    |
| Le Monstre                                       | Bois/Duel                    | William Cobb                  | La Ronde                    | Canada      |
| Looping Bahn                                     | Assise/ZL42                  | Pinfari                       | Prater de Vienne            | Autriche    |
| Magic Mountain Devenue Shaman en 2017.           | Assise/Double Loop Corkscrew | Vekoma                        | Gardaland                   | Italie      |
| Mindbender                                       | Assise                       | Anton Schwarzkopf             | Fantasyland                 | Canada      |
| Mini Coaster                                     | Junior                       | Okamoto Co., Ltd.             | Expoland                    | Japon       |
| Odin Ekspressen                                  | E-Powered                    | Mack Rides                    | Jardins de Tivoli           | Danemark    |
| Puff the Little Fire Dragon                      | Junior/Tivoli                | Zierer                        | Lagoon                      | États-Unis  |
| Schweizer Bobbahn                                | Bobsleigh                    | Mack Rides                    | Europa-Park                 | Allemagne   |
| SkyRider                                         | Debout                       | Togo                          | Canada's Wonderland         | Canada      |
| Speedy Gonzales                                  | Wild Mouse                   | Vekoma                        | Prater de Vienne            | Autriche    |
| Texas Tornado                                    | Assise                       | Hopkins Rides                 | Wonderland Park             | États-Unis  |
| Ultra Twister                                    | Pipeline                     | Togo                          | Tokyo Dome City Attractions | Japon       |
| Z-Force                                          | Assise/Space Diver           | Intamin                       | Great America               | États-Unis  |

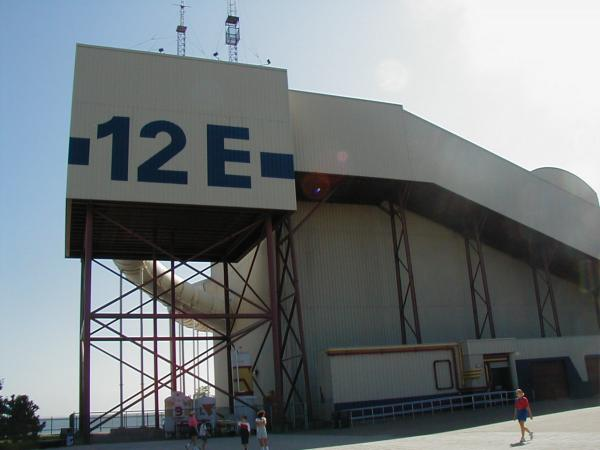
Avalanche Run à Cedar Point
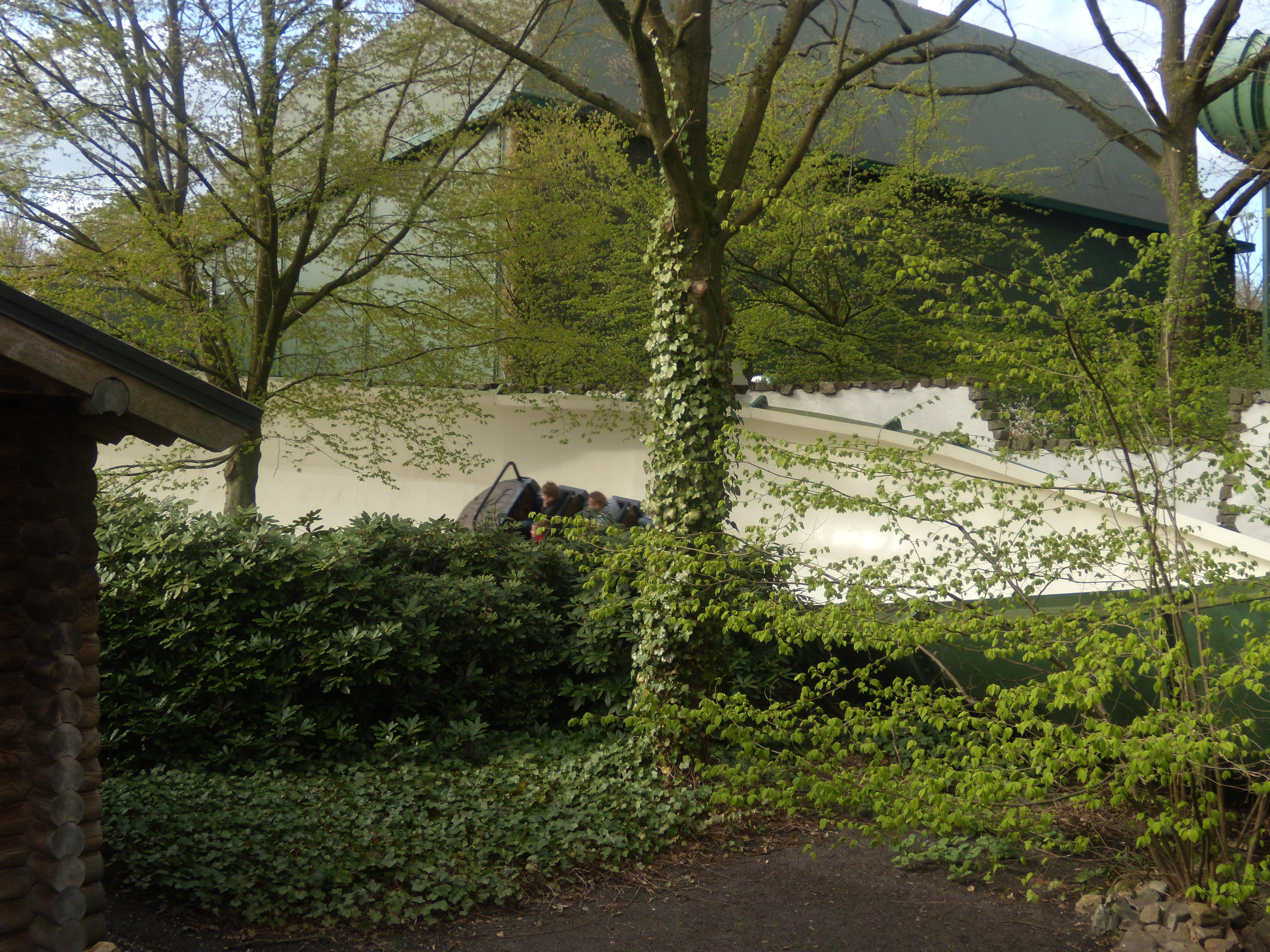
Bobbaan à Efteling
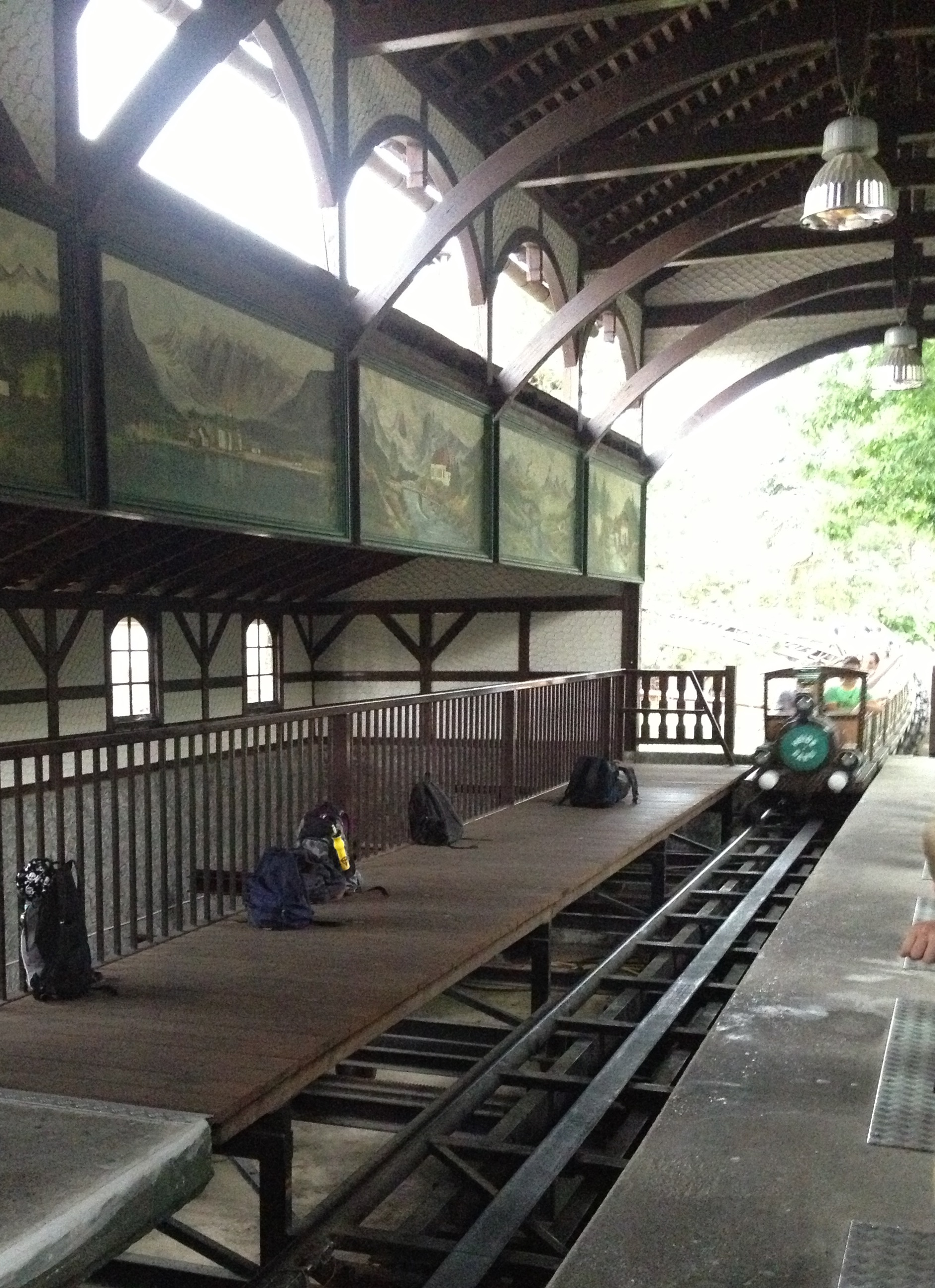
Grottenblitz à Heide Park
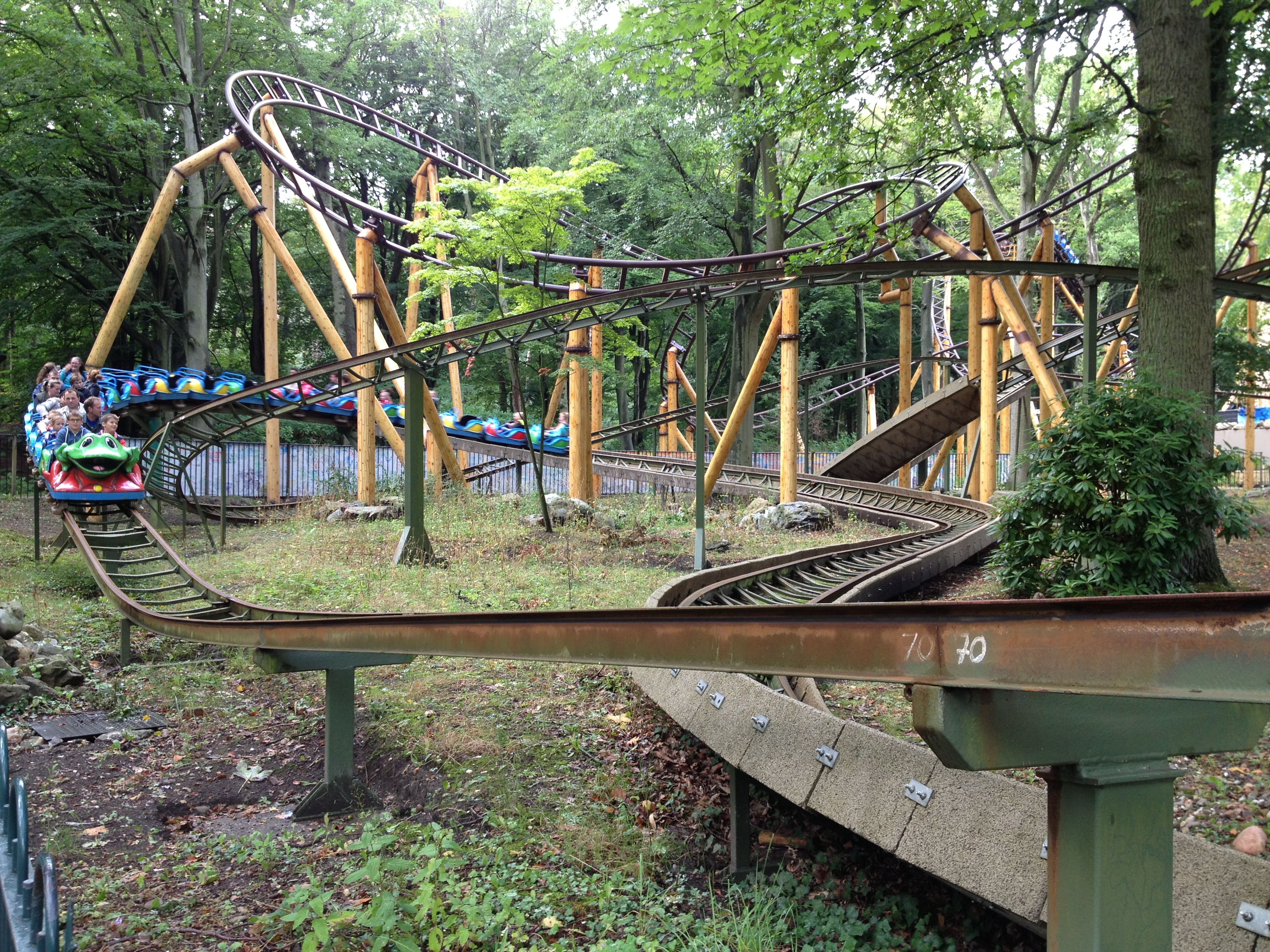
Kikker-8-Baan à Duinrell
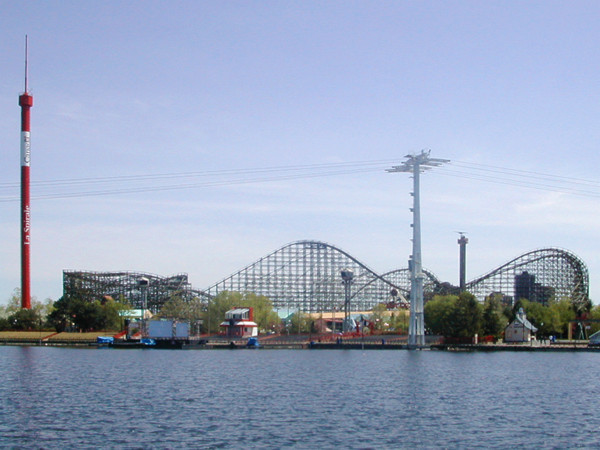
Le Monstre à La Ronde
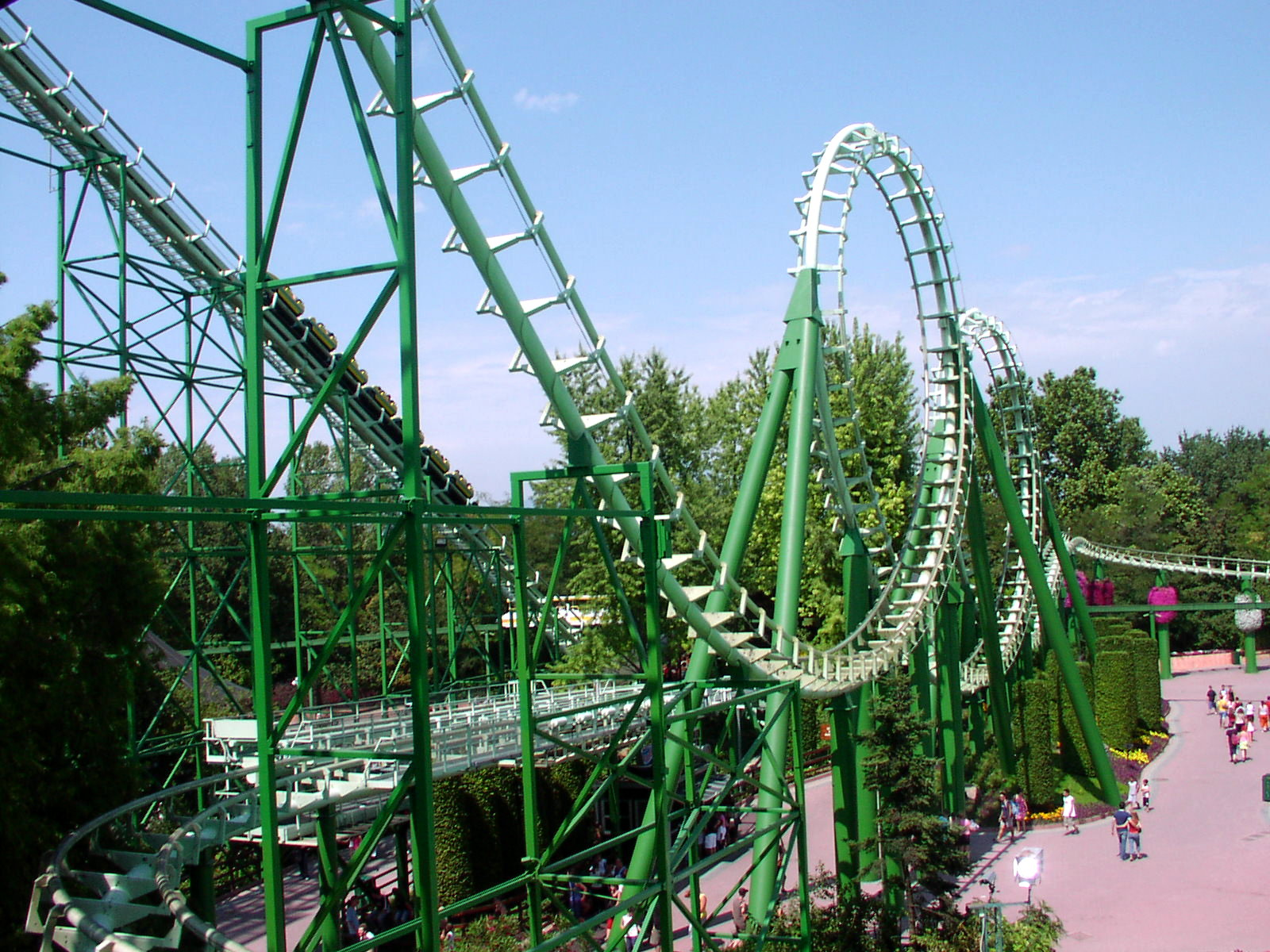
Magic Mountain à Gardaland
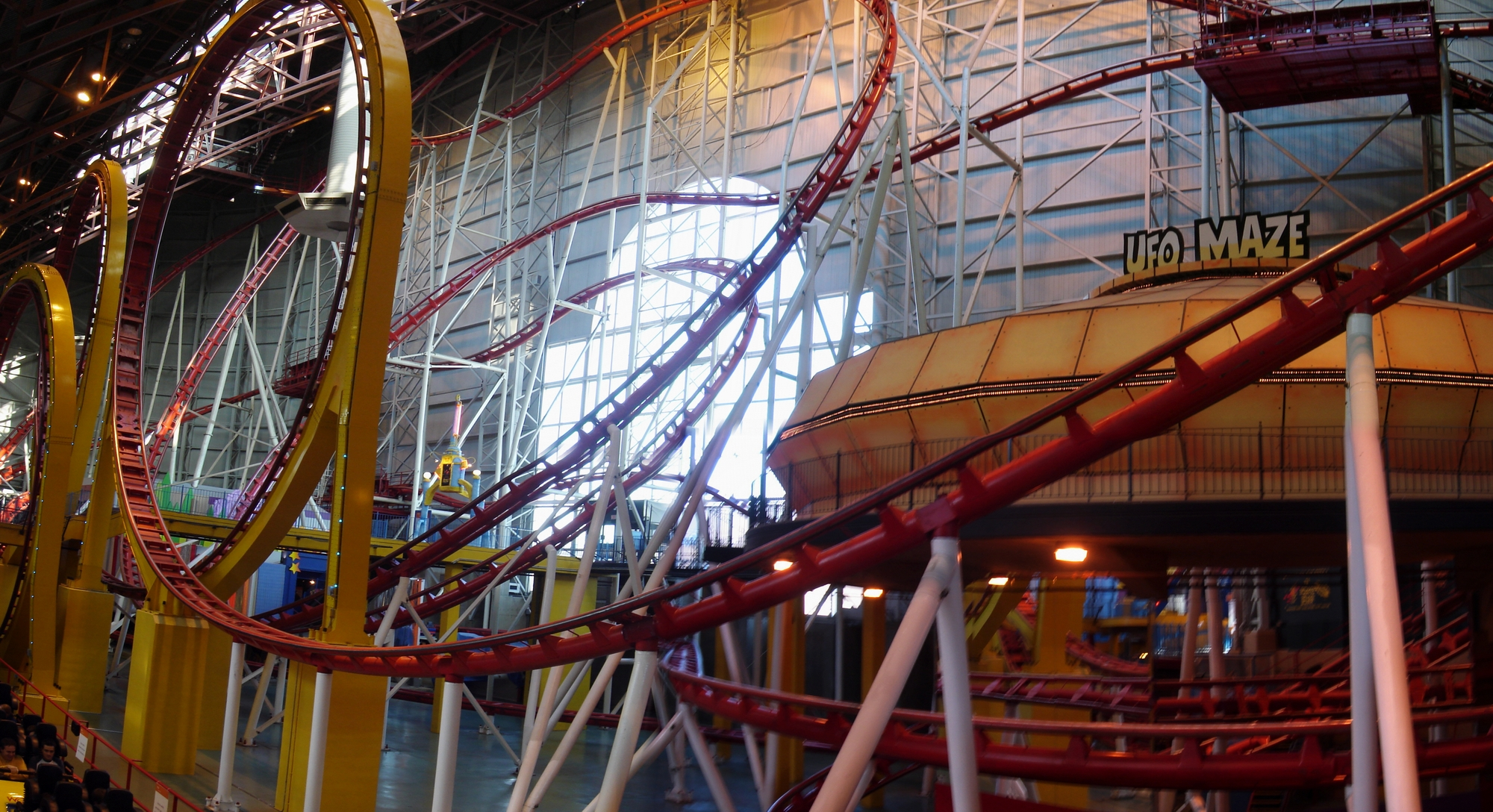
Mindbender à Fantasyland
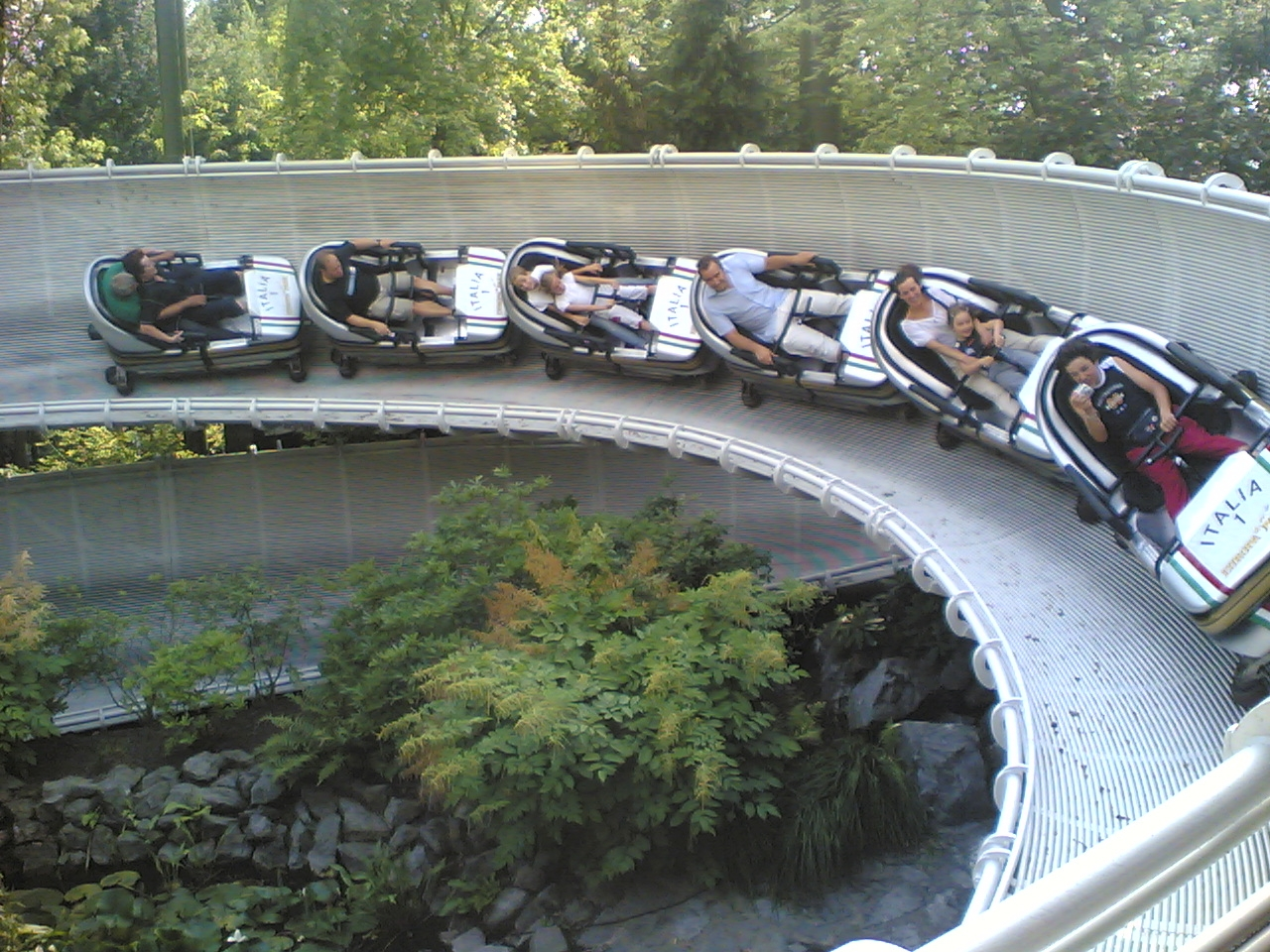
Schweizer Bobbahn à Europa-Park
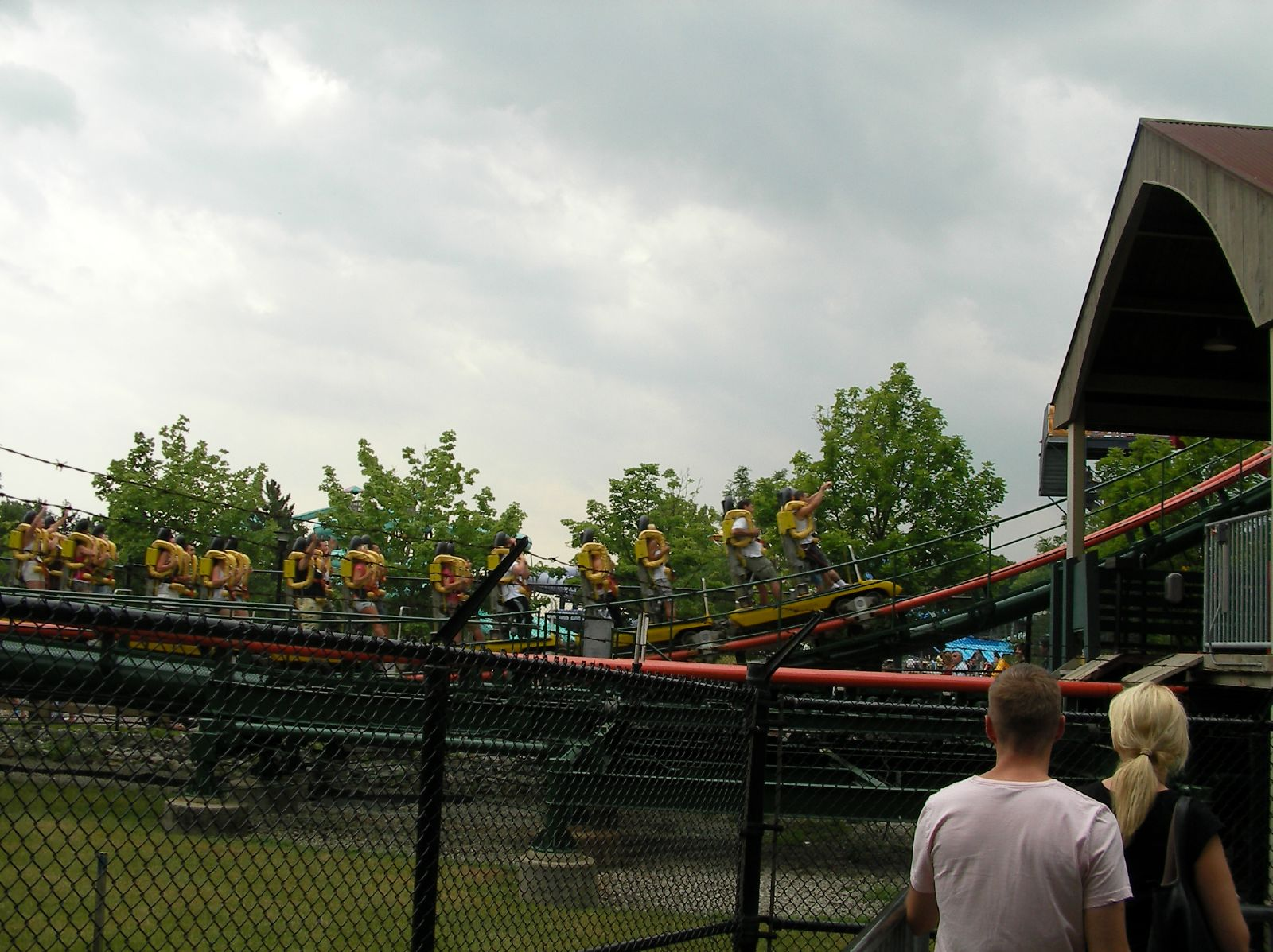
SkyRider à Canada's Wonderland
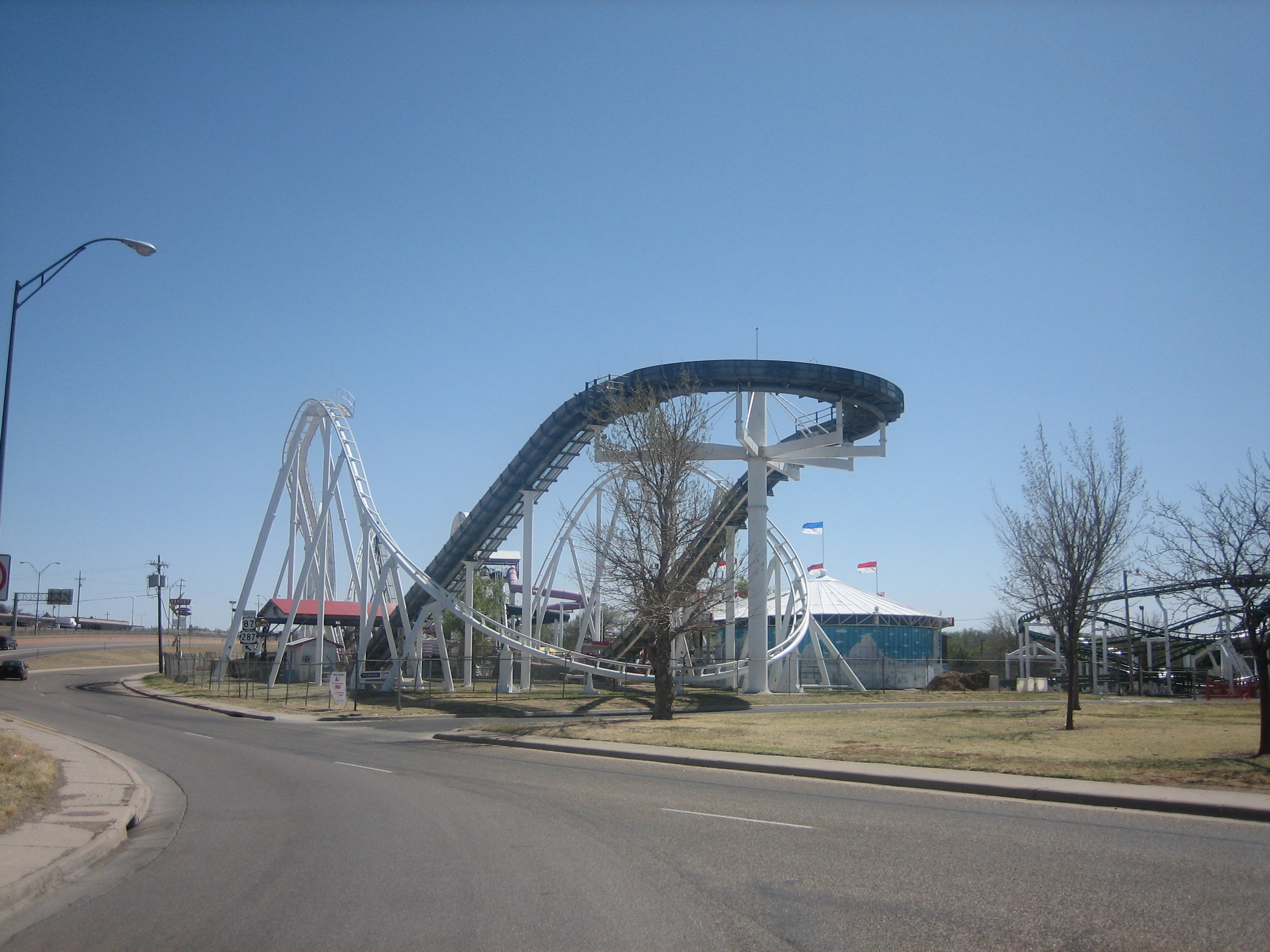
Texas Tornado à Wonderland Park

### Autres attractions
| Nom                    | Type                         | Constructeur          | Parc                        | Pays       |
| ---------------------- | ---------------------------- | --------------------- | --------------------------- | ---------- |
| Bateau corsaire        | Bateau à bascule             |                       | Lillom                      | France     |
| Bounty's Revenge       | Bateau à bascule             |                       | Australia's Wonderland (en) | Australie  |
| Diamond Falls          | Shoot the Chute / Spillwater | Intamin               | Kings Dominion              | États-Unis |
| Dragon's Flight        | Chaises volantes             |                       | Australia's Wonderland (en) | Australie  |
| Drop of Doom           | Freefall                     | Intamin               | Fantasyland                 | États-Unis |
| Explorer               | Trabant-Wipeout              |                       | Lillom                      | France     |
| Hökfärden              | Condor                       | Huss Rides            | Liseberg                    | Suède      |
| Mine of Lost Souls     | Parcours scénique            |                       | Canobie Lake Park           | États-Unis |
| Mustekala              | Pieuvre                      | Anton Schwarzkopf     | Linnanmäki                  | Finlande   |
| Palais d'Ali Baba (le) | Parcours scénique            | Space Leisure, Walibi | Walibi Wavre                | Belgique   |
| Panoramaturm           | Tour d'observation           | Intamin               | Heide Park                  | Allemagne  |
| Raging Rapids          | Rivière rapide en bouées     | Intamin               | Kennywood                   | États-Unis |
| Rapides du Colorado    | Bûches                       |                       | Lillom                      | France     |
| Snowy River Rampage    | Rivière rapide en bouées     | Intamin               | Australia's Wonderland (en) | Australie  |
| Télécombat             | Manège avion                 | Zamperla              | Lillom                      | France     |
| Télescope Zeppelin     | Flying Zeppelins             | Anton Schwarzkopf     | OK Corral                   | France     |
| Turbo Lift             | Tri Star                     | Huss Rides            | Avenir Land                 | France     |
| Vandrutschebanen       | Bûches                       | Reverchon Industries  | Bakken                      | Danemark   |
| Wave Swinger           | Chaises volantes             | Zierer                | OK Corral                   | France     |
| White Water Canyon     | Rivière rapide en bouées     |                       | Kings Island                | États-Unis |

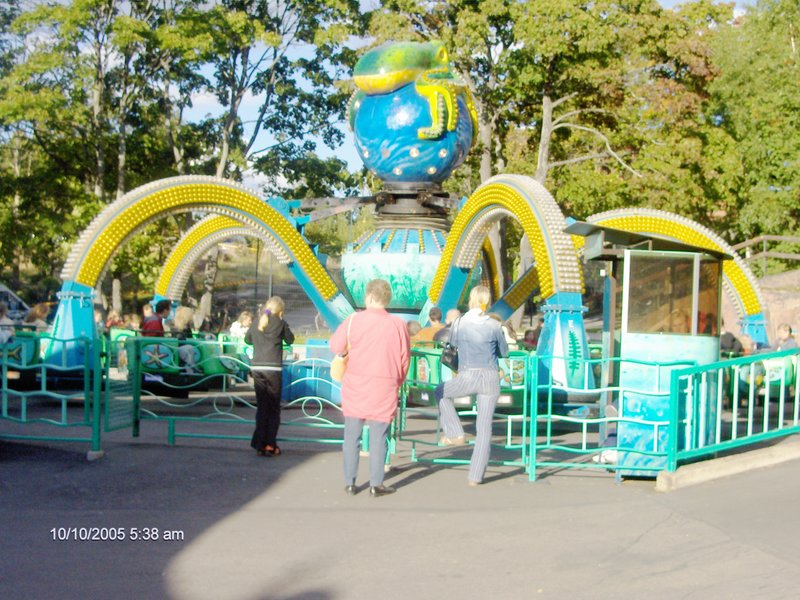
Mustekala à Linnanmäki
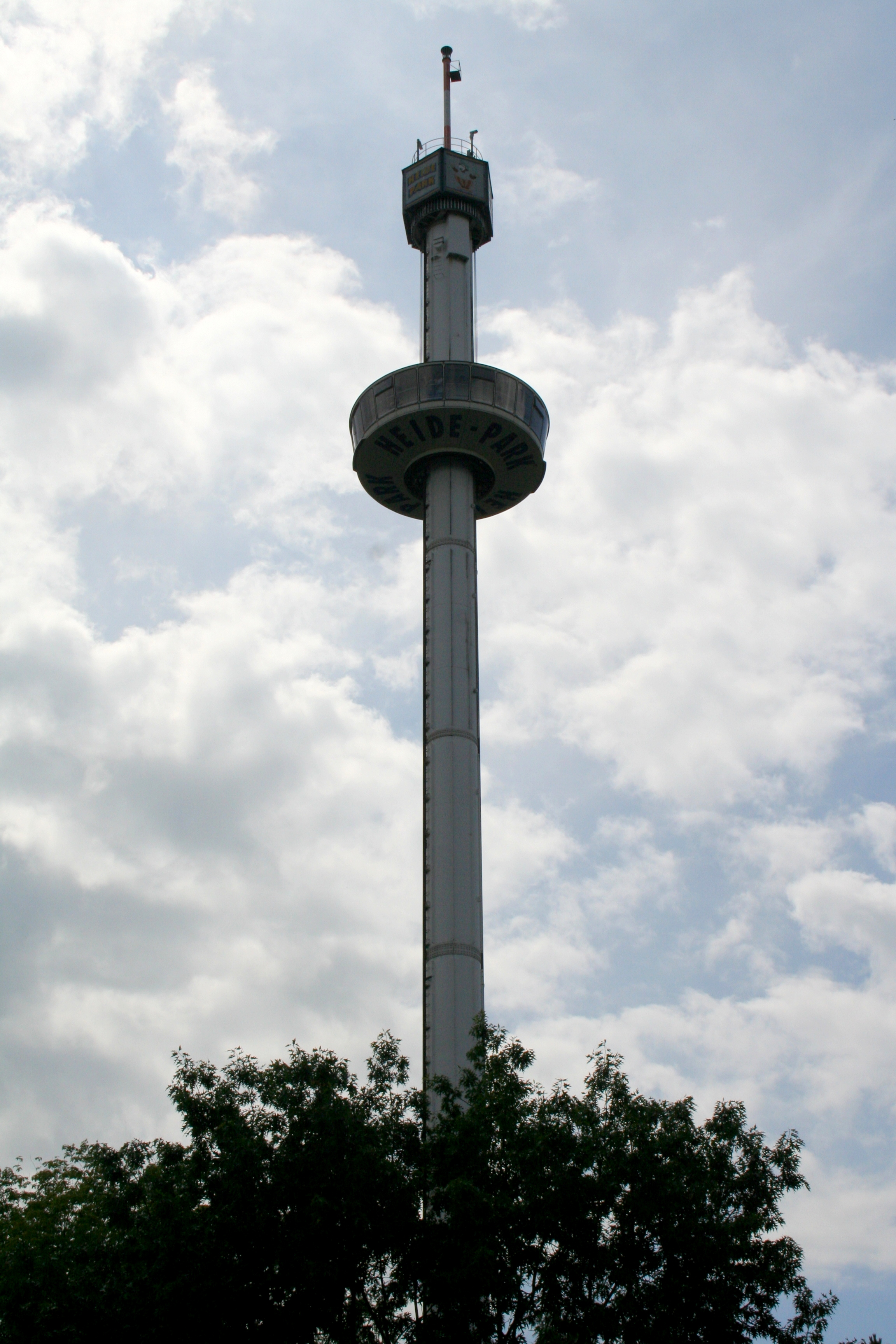
Panoramaturm à Heide Park
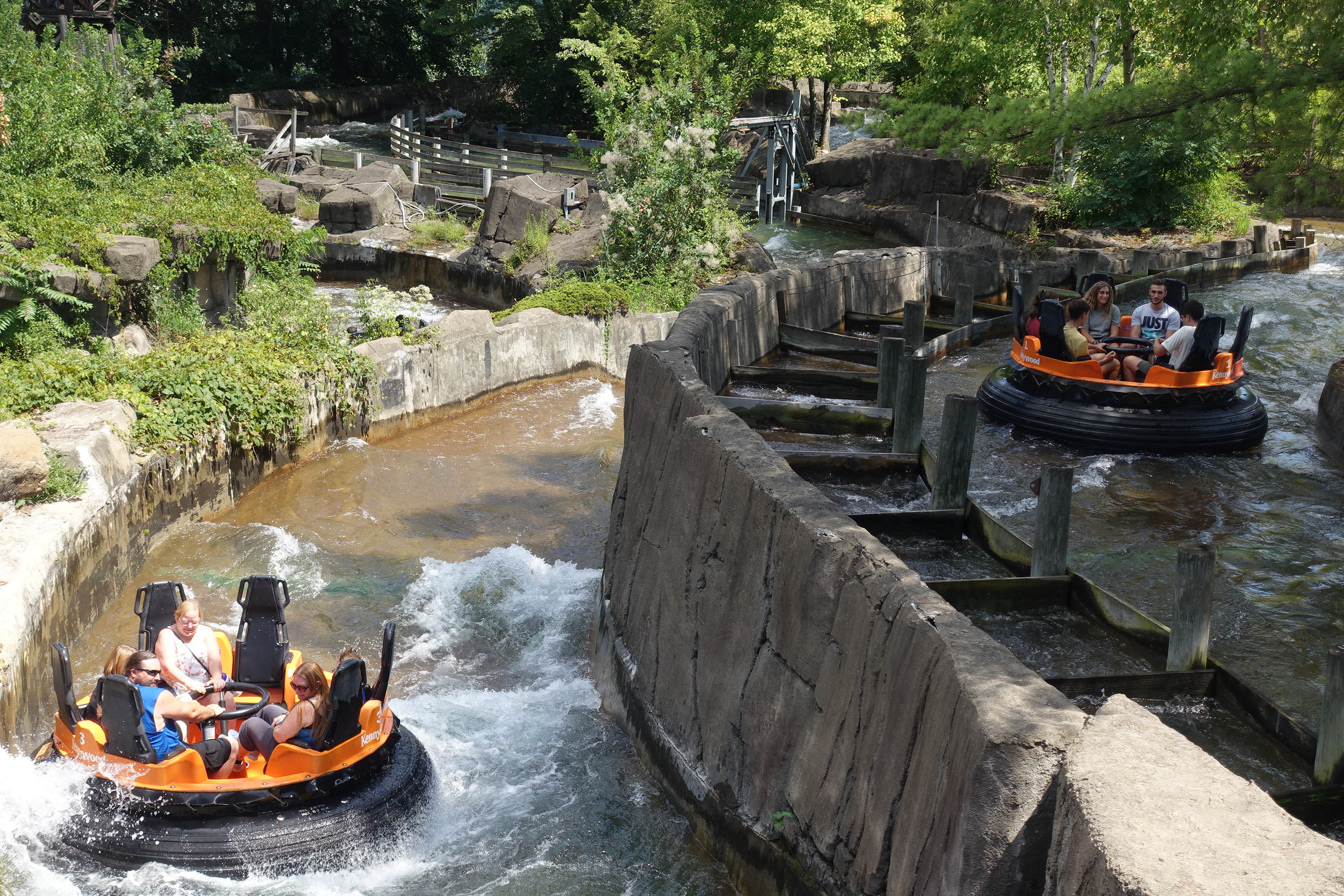
Raging Rapids à Kennywood